# Rhipidure à ventre chamois
Rhipidura rufiventris
Espèce
Statut de conservation UICN

 LC  : Préoccupation mineure
Le Rhipidure à ventre chamois (Rhipidura rufiventris) est une espèce de passereau de la famille des Rhipiduridae.

## Habitat
Il habite les forêts humides tropicales et subtropicales en plaine et les mangroves.

## Répartition et sous-espèces
Selon la classification de référence du Congrès ornithologique international (15.1, 2025) il se répartit en 19 sous-espèces :
- R. r. tenkatei Buttikofer, 1892 — Rote ;
- R. r. rufiventris (Vieillot, 1818) — Semau et Timor ;
- R. r. pallidiceps Hartert, 1904 — Wetar ;
- R. r. hoedti Buttikofer, 1892 — îles Barat Daya ;
- R. r. assimilis Gray,GR, 1858 — îles Kei et Tayandu ;
- R. r. finitima Hartert, 1918 — îles Watubela ;
- R. r. bouruensis Wallace, 1863 — Buru ;
- R. r. cinerea Wallace, 1865 — Céram et Ambon ;
- R. r. obiensis Salvadori, 1876 — îles Obi ;
- R. r. vidua Salvadori & Turati, 1874 — Kofiau ;
- R. r. gularis Muller, S, 1843 — Nouvelle-Guinée ;
- R. r. nigromentalis Hartert, 1898 — Louisiades ;
- R. r. finschii Salvadori, 1882 — Nouvelle-Bretagne, Lolobau, Watom et îles du Duc-d'York ;
- R. r. setosa (Quoy & Gaimard, 1830) — Nouvelle-Irlande, Nouvelle-Hanovre ;
- R. r. gigantea Stresemann, 1933 — îles Lihir et Tabar ;
- R. r. tangensis Mayr, 1955 — Boang ;
- R. r. niveiventris Rothschild & Hartert, 1914 — Manus et Rambutyo ;
- R. r. mussai Rothschild & Hartert, 1924 — Mussau ;
- R. r. isura Gould, 1841 — façade nord de l'Australie;